# Wilson Tiago Mathías
Wilson Tiago Mathías, alternativ wird die Schreibweise Matias angegeben, (* 14. September 1983 in Limeira) ist ein ehemaliger brasilianischer Fußballspieler.

## Karriere
Mathías begann 2003 beim União São João EC seine Karriere. Danach wechselte er zum Ituano FC. 2005 ging Mathías nach Mexiko zu Monarcas Morelia und debütierte am 30. Juli 2005 gegen CD Cruz Azul. Er stand vier Jahre bei Monarcas Morelia unter Vertrag und spielte in dieser Zeit zusammen mit Spielern wie Moisés Muñoz.
2009 kehrte Mathías nach Brasilien zurück und spielte für SC Internacional. Sein Debüt gab er am 9. Mai beim Spiel gegen Cruzeiro EC, welches SC Internacional verlor. Sein einziges Tor für SC Internacional erzielte Mathías gegen den FC São Paulo. Er verbrachte einen großen Teil seiner Zeit bei SC Internacional auf der Ersatzbank. 2012 wurde Mathías an Portuguesa verliehen.
2012 wechselte Mathías nach Mexiko zu Deportivo Toluca, wo er zwei Spielzeiten aktiv war. Anschließend stand er eine Spielzeit bei CD Veracruz unter Vertrag. 2015 wurde er an Chiapas FC verliehen und spielte danach für Querétaro Fútbol Club und Dorados de Sinaloa. Zum Abschluss seiner Karriere spielte er 2017 in seiner Heimat für Oeste FC, bevor er zum Jahresende seine Laufbahn beendete.

## Erfolge
Internacional
- Copa Libertadores: 2010
- Staatsmeisterschaft von Rio Grande do Sul: 2011
- Recopa Sudamericana: 2011